# Ren a Stimpy

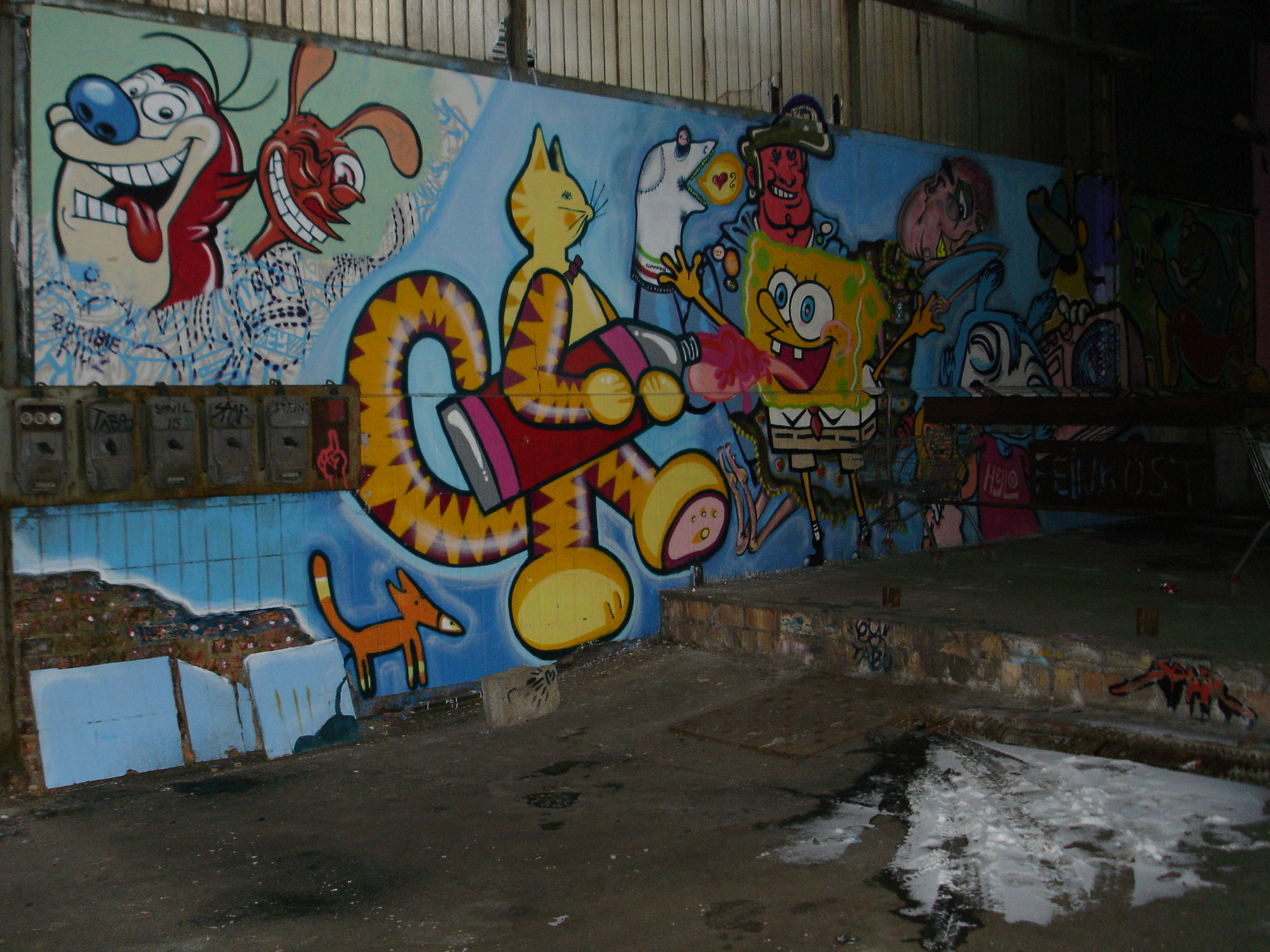
Graffiti v Lipsku s animovanými hrdiny, Stimpy a Ren zcela vlevo

Ren a Stimpy (v anglickém originále The Ren & Stimpy Show) je americký animovaný seriál. Autorem je kanadský scenárista a animátor John Kricfalusi, seriál vysílala stanice Nickelodeon v letech 1991—1995. Poslední epizoda byla odvysílána v roce 1996 na stanici MTV. V roce 1994 odvysílala část seriálu v českém znění TV Nova a v roce 2001 se vysílala znovu na TV3
Jeden díl se obvykle skládá ze dvou menších podepizod a jeho část vyplňují také menší segmenty, ačkoli občas je tato podepizoda pouze jedna. Tento formál byl později využit i v seriálu Spongebob v kalhotách, který byl pořadem Ren a Stimpy do značné míry inspirován.
Seriál znamenal přelom v animované tvorbě pro děti, do níž vnesl černý humor, násilí, skatologii a absurdní děj. Hlavními hrdiny byli Ren Höek, astmatem trpící, hysterický a povýšený pes rasy čivava (mluvil ho John Kricfalusi) a Stimpson J. Cat, tlustý kocour vyznačující se pomalým chápáním a vždy dobrou náladou (hlas mu propůjčil Billy West). V roli papeže se představil Frank Zappa. Součástí pořadu byly také parodické reklamy na poleno jako ideální hračku, společně s dalšími parodiemi na reklamy tehdejší doby. Seriál získal množství fanoušků, ale drastické výjevy a karikaturní nadsázka vedly k četným protestům rodičů i sponzorů, kterým se vedení studia snažilo čelit cenzurními zásahy a nakonec rozvázalo smlouvu s Kricfalusim.
Na motivy seriálu vznikla řada počítačových her The Ren & Stimpy Show: Buckaroo$!,  The Ren & Stimpy Show: Veediots! a The Ren & Stimpy Show: Fire Dogs. V roce 2003 bylo natočeno pokračování seriálu Ren & Stimpy "Adult Party Cartoon, určené pouze dospělému publiku, které uvedla Spike TV, ale po šesti dílech bylo vysílání zastaveno.

## Postavy

### Ren Höek
Ren je vznětlivá, dyspeptická, inteligentní a chamtivá čivava, které propůjčil hlas John Kricfalusi (v prvních dvou sériích kromě epizod "Monkey See, Monkey Don't!" a "The Great Outdoors") a Billy West (ve zbytku seriálu). V češtině ho namluvil Bohdan Tůma.

### Stimpson J. Cat
Stimpy je obézní, sympatický a natvrdlý kocour, kterého namluvil Billy West. V českém znění ho daboval Luboš Bíža.

### Vedlejší postavy
Pan Kůň
Kapitán Bahňák (Muddy Mudskipper)
Práškový Topinkář (Powdered Toast Man)
Svën Höek
George Američan (George Liquor American) 
Haggis McHaggis
Wilbur Cobb

## Seznam dílů
| Pořadí | Anglický název                | Český název                 |
| ------ | ----------------------------- | --------------------------- |
| 0      | Big House Blues (pilotní díl) | Psí blues                   |
| 1a     | Stimpy's Big Day              | Stimpyho velký den          |
| 1b     | The Big Shot!                 | Velká hvězda                |
| 2a     | Robin Höek                    | Robin Hoek                  |
| 2b     | Nurse Stimpy                  | Sestra Stimpy               |
| 3a     | Space Madness                 | Vesmírné šílenství          |
| 3b     | The Boy Who Cried Rat!        | Chlapec který spatřil krysu |
| 4a     | Fire Dogs                     | Hasipsi                     |
| 4b     | The Littlest Giant            | Nejmenší obr                |
| 5a     | Marooned                      |                             |
| 5b     | Untamed world (A cartoon)     |                             |
| 6a     | Black Hole                    |                             |
| 6b     | Stimpy's Invention            | Stimpyho vynálezy           |

| Pořadí | Anglický název                        | Český název           |
| ------ | ------------------------------------- | --------------------- |
| 7a     | In the Army                           | Na vojně              |
| 7b     | Powdered Toast Man                    | Práškový Topinkář     |
| 8a     | Ren's Tootache                        | Zubní bobr            |
| 8b     | Man's Best Friend (neodvysíláno)      | -                     |
| 9a     | Rubber Nipple Salesmen                |                       |
| 9b     | Out West                              |                       |
| 10     | Svën Höek                             | Bratranec Svën        |
| 11a    | Haunted House                         | Strašidelný dům       |
| 11b    | Mad Dog Höek                          | Vzteklý pes Höek      |
| 12a    | Big Baby Scam                         | Velký podfuk s miminy |
| 12b    | Dog Show                              | Přehlídka psů         |
| 13     | Son of Stimpy                         | Stimpyho syn          |
| 14a    | Monkey See, Monkey Don't!             |                       |
| 14b    | Fake Dad                              |                       |
| 15a    | The Great Outdoors                    |                       |
| 15b    | The Cat that Laid the Golden Hairball |                       |
| 16     | Stimpy's Fan Club                     |                       |
| 17     | A Visit to Anthony                    |                       |
| 18     | The Royal Canadian Kilted Yaksmen     |                       |

Od třetí série seriál Ren a Stimpy produkovala společnost Games Animation.
| Pořadí | Anglický název            |
| ------ | ------------------------- |
| 19a    | To Salve and Salve Not!   |
| 19b    | A Yard Too Far            |
| 20a    | Circus Midgets            |
| 20b    | No Pants Today            |
| 21a    | Ren's Pecs                |
| 21b    | An Abe Divided            |
| 22     | Stimpy's Cartoon Show     |
| 23a    | Jimminy Lummox            |
| 23b    | Bass Masters              |
| 24     | Ren's Retirement          |
| 25a    | Road Apples               |
| 25b    | Jerry the Bellybutton Elf |
| 26     | Hard Times for Haggis     |
| 27a    | Eat My Cookies!           |
| 27b    | Ren's Bitter Half         |
| 28     | Lair of the Lummox        |

| Pořadí | Anglický název                      |
| ------ | ----------------------------------- |
| 29     | Hermit Ren                          |
| 30a    | House of Next Tuesday               |
| 30b    | A Friend in Your Face!              |
| 31a    | Blazing Entrails                    |
| 31b    | Lumber Jerks                        |
| 32a    | Prehistoric Stimpy                  |
| 32b    | Farm Hands                          |
| 33a    | Magical Golden Singing Cheeses      |
| 33b    | A Hard Day's Luck                   |
| 34a    | I Love Chicken                      |
| 34b    | Powdered Toast Man vs. Waffle Woman |
| 35a    | It's a Dog's Life                   |
| 35b    | Egg Yölkeo                          |
| 36a    | Double Header                       |
| 36b    | A Scotsman in Space                 |
| 37a    | Pixie King                          |
| 37b    | Aloha Höek                          |
| 38a    | Isomniac Ren                        |
| 38b    | My Shiny Friend                     |
| 39a    | Cheese Rush Days                    |
| 39b    | Wiener Barons                       |
| 40a    | Galoot Wranglers                    |
| 40b    | Ren Needs Help!                     |
| 41a    | Superstitious Stimpy                |
| 41b    | Travelogue                          |

| Pořadí | Anglický název                                          |
| ------ | ------------------------------------------------------- |
| 42a    | Ol' Blue Nose                                           |
| 42b    | Stupid Sidekick Union                                   |
| 43a    | Space Dogged                                            |
| 43b    | Feud for Sale (It's That Man Again! in "Feud for Sale") |
| 44a    | Hair of the Cat                                         |
| 44b    | City Hicks                                              |
| 45a    | Stimpy's Pet                                            |
| 45b    | Ren's Brain                                             |
| 46a    | Bell Hops                                               |
| 46b    | Dog Tags                                                |
| 47a    | I Was a Teenage Stimpy                                  |
| 47b    | Who's Stupid Now?                                       |
| 48a    | School Mates                                            |
| 48b    | Dinner Party                                            |
| 49a    | Big Flakes                                              |
| 49b    | Pen Pals                                                |
| 50a    | Terminal Stimpy                                         |
| 50b    | Reverend Jack                                           |
| 51     | A Scooter for Yaksmas                                   |
| 52a    | Sammy and Me                                            |
| 52b    | The Last Temptation                                     |